# Bonaventura Ubach i Medir
Bonaventura Ubach i Medir (Barcelona, 2 d'abril de 1879 - Montserrat, 19 de febrer de 1960) fou un monjo de Montserrat, orientalista i estudiós de la Bíblia. Viatger i coneixedor del territori i les llengües de l'Orient bíblic, va compilar una nombrosa col·lecció de material arqueològic que s'exposa al Museu de Montserrat, en la creació del qual contribuí decisivament. El 1929 engegà el projecte de la Bíblia de Montserrat, traducció al català de la Bíblia.
Després d'entrar com a monjo al monestir de Montserrat, el 1894, fou ordenat de sacerdot el 1902. Viatjà a Jerusalem el 1906 i estudià a l'Escola Bíblica, on conegué el Pare Lagrange. El 1907 fou nomenat professor al Seminari Siríac de Jerusalem, i quan va retornar a Montserrat el 1910 ja posà les bases de les col·leccions museístiques orientals del monestir. Fou professor de siríac i hebreu a l'Instituto Pontificio Anselmiano de Roma entre 1913 i 1922. Visqué a l'orient, on col·laborà amb l'Església Catòlica Siríaca en les tasques d'edició de textos litúrgics, fent coneixença de l'aleshores patriarca Efrem Rahmani. Des de Jerusalem, participà a partir de 1924 en el projecte impulsat per Francesc Cambó i la Fundació Sant Damàs per a la producció d'una Bíblia en llengua catalana. Desavinences posteriors el van fer abandonar el projecte i dirigir el seu propi treball de la Bíblia de Montserrat. Pels volts del 1928 va adquirir 200 papirs a Egipte, en el que s'ha considerat la primera col·lecció privada d'aquest tipus de manuscrits a Catalunya i l'Estat espanyol. Tornà a Montserrat el 1951, on celebrà regularment seguint el ritu siríac.

## Obra
- El Sinaí: viatge per l'Aràbia Pètria cercant les petjades d'Israel (1913; segona edició 1955; tercera edició 2011)[8]
- Legisne toram? (1919)
- La Bíblia. Versió dels textos originals i notes pels monjos de Montserrat[9]
  - El Gènesi (1926)
  - L'Èxode (1927)
  - Levític (1927)
  - Els Nombres (1928)
  - El Deuteronomi (1928)
  - El Psalteri(1932)
  - I i II de Samuel (1952)
  - Litúrgia siríaca de Sant Jaume (1952)
  - Dietari d'un viatge per les regions de l'Iraq (1922-1923) (2009)[10]

## Exposicions
- El 2011, l'Institut Europeu de la Mediterrània, l'Abadia de Montserrat i el Museu de Montserrat, amb la col·laboració del Museu d'Història de Barcelona li va dedicar una exposició retrospectiva, Viatge a l'Orient Bíblic,[11] on es mostraven els viatges que Bonaventura Ubach va realitzar al Pròxim Orient. La mostra va tenir lloc a la Capella de Santa Àgata i va ser la primera vegada que moltes de les peces exposades van sortir del Museu de Montserrat, coincidint amb el centenari del Museu Bíblic. A la mostra es van poder veure algunes de les fotografies que Ubach va fer durant els seus viatges.[12]